# The Happy Hour Crew
The Happy Hour Crew is een zingend duo dat bestaat uit Stefan Storm en Henry Gerritsen. Het duo is vooral bekend  van de hit Goeie Moggel eind 2007.
Het liedje Goeie Moggel is gebaseerd op de reclame van de KPN waarin een nieuwe gsm wordt aangeprezen waar elke letter een eigen knopje heeft en geen typefouten meer ontstaan. Het liedje kwam uiteindelijk op nummer 17 in de Single Top 100 te staan. De opvolger is Supersmoker. Dit is gemaakt naar aanleiding van het verbod op de e-sigaret.
In 2013 heeft er een wisseling plaatsgevonden en is Pim Leeflang toegevoegd. Het nieuwe nummer is Bunga Zug.